# Tangaloa

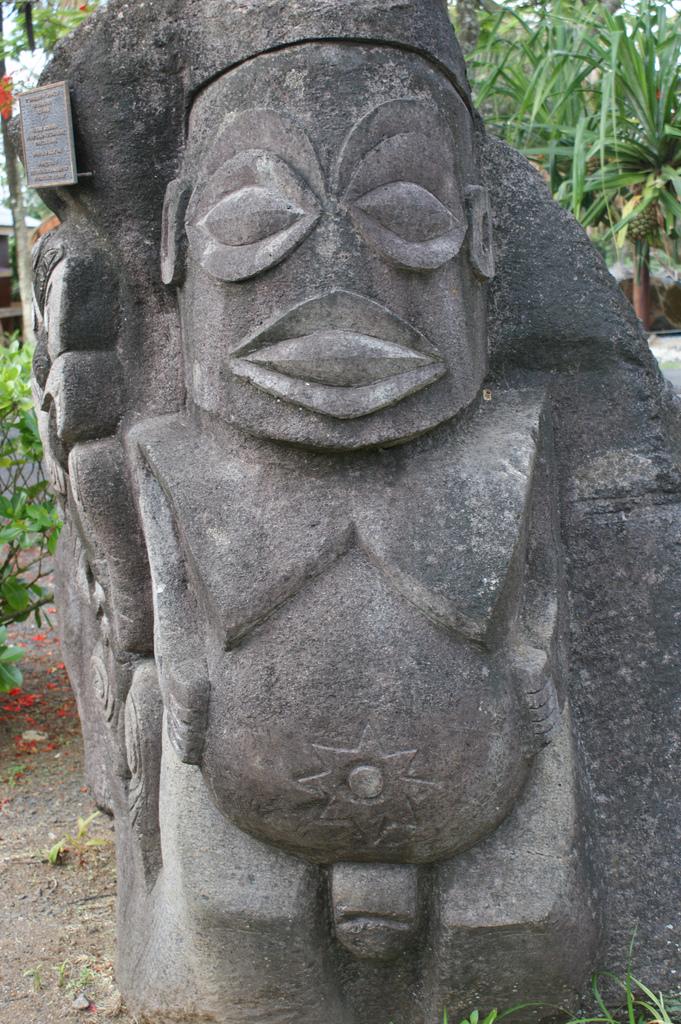
Escultura de piedra del dios Tangaloa en Rarotonga, Islas Cook.

Tangaloa es una deidad de la mitología polinesia, que adquiere distintas cualidades en las variedades de la cultura polinésica.

## Mitología samoana
En la mitología samoana, Tangaloa es tanto el dios creador como el mensajero de este dios. 
En el principio no existía nada, no había cielos ni tierra, pero Tangaloa se expandió y creó todo (o la base para todo) a su alrededor. En el lugar donde él se paró, creció una piedra (Tangaloa-fa‘a-tutupu-nu‘u) y ordenó a esta roca a partirse en dos.
Tangaloa (creador) envía a Tangaloa (mensajero) a que lleve un hombre de los cielos, Atu, y a su pareja, Sasae, para habitar las islas Fiyi y Tonga. 

## Mitología maorí
En la mitología maorí, Tangaloa es el dios del mar (también llamado Takaroa), uno de los dioses mayores. Es hijo de Rangi y Papa, cielo y tierra. Luego de unirse a sus hermanos Rongo, Tu, Haumia, y Tane, es atacado por su otro hermano, Tawhirimatea, el dios de las tormentas, y obligado a esconderse en el mar.
Tangaloa es el padre de muchas criaturas marinas. Su hijo, Punga, tiene dos hijos, Ikatere, el ancestro de los peces y Tu-te-wehiwehi, el ancestro de los reptiles. Asustados por el dios de las tormentas, los peces buscan refugio en el mar, y los reptiles en el bosque. Desde ese momento Tangaloa forma "amistad" con Tāne, el dios de los bosques, padre de los pájaros, árboles y humanos.
En otra versión, se dice que Tangaloa es hijo de Temoretu y se casa con Papa. Papa lo engaña con Rangi, y en la pelea resultante, Tangaloa ensarta con la lanza ambas piernas de Rangi. Luego Rangi y Papa se casan.